# 中國敵後游擊隊
中國敵後游擊隊為國民政府、中國共產黨等中國抗戰部隊在中國日占区中發起的抵抗運動，目的在協助抗日正面戰場，拖延日軍入侵進程，以情報提供或者破壞基礎建設等方式進行。

## 共产党方面
- 八路军
- 新四军
- 东北抗日联军
- 华南游击队

## 国民党方面
- 忠义救国军
- 冀察战区部队
- 鲁苏战区部队
- 中条山根据地部队
- 太行山根据地部队
- 琼崖守备区部队
- 中美合作所

## 其他方面
- 东北抗日义勇军
- 國民抗日軍